# Haveluy Communal Cemetery
Haveluy Communal Cemetery is een Britse militaire begraafplaats gelegen in de Franse plaats Haveluy (Noorderdepartement). De begraafplaats wordt onderhouden door de Commonwealth War Graves Commission.
De begraafplaats telt 7 geïdentificeerde Gemenebest graven uit de Tweede Wereldoorlog.